# A Ferencvárosi TC 1963-as őszi szezonja
A Ferencvárosi TC 1963-as őszi szezonja szócikk a Ferencvárosi TC első számú férfi labdarúgócsapatának egy szezonjáról szól, mely összességében és sorozatban is a 62. idénye volt a csapatnak a magyar első osztályban. A klub ekkor 64 éves volt.

## Mérkőzések
| Színmagyarázat | Színmagyarázat |
| -------------- | -------------- |
|                | Győzelem.      |
|                | Döntetlen.     |
|                | Vereség.       |

### BEK 1963–64
Selejtező
| 1963. szeptember 11. |

| Galatasaray                                        | 4 – 0               | Ferencváros |
| -------------------------------------------------- | ------------------- | ----------- |
| Altintabak 29' Oktay 52' 85' (11-esből) Kutver 63' | (1 – 0) Jegyzőkönyv |             |

| Isztambul Nézőszám: 35 000 |

| 1963. október 12. |

| Ferencváros               | 2 – 0               | Galatasaray |
| ------------------------- | ------------------- | ----------- |
| Albert 21' (11-esből) 89' | (1 – 0) Jegyzőkönyv |             |

| Üllői út, Budapest Nézőszám: 30 000 |

### NB 1 1963. ősz
| 1. forduló 1963. november 20. |

| Ferencváros                    | 3 – 0               | Diósgyőr |
| ------------------------------ | ------------------- | -------- |
| Albert 2' Novák 48' Juhász 50' | (1 – 0) Jegyzőkönyv |          |

| Üllői út, Budapest Nézőszám: 25 000 Játékvezető: Gere Gyula (magyar) |

- Elhalasztott mérkőzés.

| 2. forduló 1963. augusztus 19. |

| Komlói Bányász | 0 – 4               | Ferencváros                                    |
| -------------- | ------------------- | ---------------------------------------------- |
|                | (0 – 2) Jegyzőkönyv | Fenyvesi M. 27' Albert 30' 75' Fenyvesi J. 65' |

| Komló Nézőszám: 8 000 Játékvezető: Kaposi Sándor (magyar) |

| 3. forduló 1963. augusztus 25. |

| Ferencváros | 0 – 0               | MTK |
| ----------- | ------------------- | --- |
|             | (0 – 0) Jegyzőkönyv |     |

| Népstadion, Budapest Nézőszám: 75 000 Játékvezető: Karl Kainer (osztrák) |

| 4. forduló 1963. augusztus 28. |

| Vasas                 | 2 – 2               | Ferencváros    |
| --------------------- | ------------------- | -------------- |
| Pál II 74' Machos 76' | (0 – 0) Jegyzőkönyv | Albert 57' 59' |

| Népstadion, Budapest Nézőszám: 60 000 Játékvezető: Branislav Tešanić (jugoszláv) |

| 5. forduló 1963. szeptember 1. |

| Debreceni VSC | 1 – 5               | Ferencváros                                   |
| ------------- | ------------------- | --------------------------------------------- |
| Alaxai 81'    | (0 – 2) Jegyzőkönyv | Albert 12' 64' Rákosi 15' 76' Fenyvesi J. 55' |

| Nagyerdei stadion, Debrecen Nézőszám: 22 000 Játékvezető: Soós Gábor (magyar) |

| 6. forduló 1963. szeptember 7. |

| Ferencváros                        | 4 – 0               | Csepel SC |
| ---------------------------------- | ------------------- | --------- |
| Fenyvesi M. 28' 58' Rákosi 60' 73' | (1 – 0) Jegyzőkönyv |           |

| Üllői út, Budapest Nézőszám: 28 000 Játékvezető: Emsberger Gyula (magyar) |

| 7. forduló 1963. szeptember 15. |

| Győri Vasas ETO                   | 2 – 4               | Ferencváros                                          |
| --------------------------------- | ------------------- | ---------------------------------------------------- |
| Orosz 27' Povázsai 75' (11-esből) | (1 – 1) Jegyzőkönyv | Albert 6' Novák 58' Fenyvesi M. 61' Máté 84' (öngól) |

| Győr Nézőszám: 18 000 Játékvezető: Gere Gyula (magyar) |

| 8. forduló 1963. szeptember 29. |

| Ferencváros     | 1 – 1               | Tatabányai Bányász |
| --------------- | ------------------- | ------------------ |
| Fenyvesi M. 19' | (1 – 0) Jegyzőkönyv | Szekeres 69'       |

| Üllői út, Budapest Nézőszám: 28 000 Játékvezető: Vízhányó László (magyar) |

| 9. forduló 1963. november 27. |

| Dorogi Bányász         | 2 – 1               | Ferencváros     |
| ---------------------- | ------------------- | --------------- |
| Kertes 42' Szuromi 85' | (1 – 1) Jegyzőkönyv | Fenyvesi J. 30' |

| Bányász stadion, Dorog Nézőszám: 12 000 Játékvezető: Karl Kainer (osztrák) |

- Elhalasztott mérkőzés.

| 10. forduló 1963. november 7. |

| Ferencváros                         | 5 – 1               | Pécsi Dózsa |
| ----------------------------------- | ------------------- | ----------- |
| Juhász 18' 48' 70' 75' Galambos 57' | (1 – 0) Jegyzőkönyv | Dunai 63'   |

| Üllői út, Budapest Nézőszám: 22 000 Játékvezető: Soós Béla (magyar) |

| 11. forduló 1963. november 10. |

| Ferencváros     | 1 – 0               | Újpesti Dózsa |
| --------------- | ------------------- | ------------- |
| Fenyvesi J. 47' | (0 – 0) Jegyzőkönyv |               |

| Népstadion, Budapest Nézőszám: 30 000 Játékvezető: Karl Kainer (osztrák) |

| 12. forduló 1963. november 17. |

| Ferencváros      | 2 – 7               | Budapesti Honvéd                                   |
| ---------------- | ------------------- | -------------------------------------------------- |
| Albert 27' 90+1' | (1 – 3) Jegyzőkönyv | Nagy 4' Katona 6' 51' Tichy 15' 75' Komora 48' 56' |

| Népstadion, Budapest Nézőszám: 65 000 Játékvezető: Dimitris Wlachojanis (osztrák) |

| 13. forduló 1963. november 24. |

| SZEAC                | 2 – 1               | Ferencváros |
| -------------------- | ------------------- | ----------- |
| Arató 20' Gilicz 34' | (2 – 1) Jegyzőkönyv | Albert 14'  |

| Szeged Nézőszám: 8 000 Játékvezető: Soós Gábor (magyar) |

#### A végeredmény
|    | Csapat             | Játszott | Gy | D | V  | L  | K  | Gk  | Pont | Megjegyzés                               |
| -- | ------------------ | -------- | -- | - | -- | -- | -- | --- | ---- | ---------------------------------------- |
| 1  | Győri Vasas ETO    | 13       | 6  | 5 | 2  | 20 | 7  | +13 | 17   | Bajnok, 1964–1965-ös BEK selejtező       |
| 2  | Bp. Honvéd SE      | 13       | 7  | 3 | 3  | 30 | 12 | +18 | 17   | 1964–1965-ös kupagyőztesek Európa-kupája |
| 3  | Ferencváros        | 13       | 7  | 3 | 3  | 15 | 9  | +6  | 17   | 1964–1965-ös vásárvárosok kupája         |
| 4  | Komlói Bányász     | 13       | 6  | 4 | 3  | 16 | 16 | 0   | 16   |                                          |
| 5  | Vasas SC           | 13       | 6  | 2 | 5  | 19 | 16 | +3  | 14   | 1964-es közép-európai kupa               |
| 6  | Újpesti Dózsa      | 13       | 6  | 2 | 5  | 20 | 19 | +1  | 14   |                                          |
| 7  | MTK                | 13       | 4  | 6 | 3  | 16 | 16 | 0   | 14   | 1964-es közép-európai kupa               |
| 8  | Csepel SC          | 13       | 6  | 1 | 6  | 17 | 19 | -2  | 13   |                                          |
| 9  | Tatabányai Bányász | 13       | 5  | 3 | 5  | 12 | 14 | -2  | 13   |                                          |
| 10 | Dorogi Bányász     | 13       | 5  | 3 | 5  | 15 | 22 | -7  | 13   |                                          |
| 11 | Diósgyőri VTK      | 13       | 4  | 3 | 6  | 12 | 19 | -7  | 11   |                                          |
| 12 | Szegedi EAC        | 13       | 4  | 3 | 6  | 9  | 15 | -6  | 11   |                                          |
| 13 | Pécsi Dózsa        | 13       | 3  | 0 | 10 | 21 | 31 | -10 | 6    |                                          |
| 14 | Debreceni VSC      | 13       | 2  | 2 | 9  | 15 | 31 | -16 | 6    |                                          |

### Egyéb mérkőzések
| 1963. július 25. |

| Szovjet klub válogatott | 6 – 2       | Ferencváros  |
| ----------------------- | ----------- | ------------ |
|                         | Jegyzőkönyv | Novák Albert |

| Moszkva |

| 1963. július 31. |

| VfB Stuttgart | 2 – 3       | Ferencváros |
| ------------- | ----------- | ----------- |
|               | Jegyzőkönyv | Albert      |

| Stuttgart |

| 1963. augusztus 3. |

| Eintracht Braunschweig | 3 – 2       | Ferencváros  |
| ---------------------- | ----------- | ------------ |
|                        | Jegyzőkönyv | Albert Novák |

| Braunschweig |

| 1963. augusztus 7. |

| 1860 München | 1 – 1       | Ferencváros |
| ------------ | ----------- | ----------- |
|              | Jegyzőkönyv | Albert      |

| München |

| 1963. augusztus 11. |

| Ferencváros  | 2 – 3       | Gyinamo Moszkva |
| ------------ | ----------- | --------------- |
| Novák Albert | Jegyzőkönyv |                 |

| Népstadion, Budapest |

| 1963. december 9. |

| Fulham FC | 2 – 1       | Ferencváros |
| --------- | ----------- | ----------- |
|           | Jegyzőkönyv | Albert      |

| London |

| 1963. december 11. |

| Birmingham City | 5 – 1       | Ferencváros |
| --------------- | ----------- | ----------- |
|                 | Jegyzőkönyv | Albert      |

| Birmingham |

| 1963. december 16. |

| Coventry City | 3 – 1       | Ferencváros |
| ------------- | ----------- | ----------- |
|               | Jegyzőkönyv | Albert      |

| Coventry |

| 1963. december 18. |

| Allemania Aachen | 4 – 5       | Ferencváros             |
| ---------------- | ----------- | ----------------------- |
|                  | Jegyzőkönyv | Albert Varga Rákosi ög' |

| Aachen |

| 1963. december 22. |

| Preussen Münster | 1 – 1       | Ferencváros |
| ---------------- | ----------- | ----------- |
|                  | Jegyzőkönyv | Fenyvesi J. |

| Münster |

| 1963. december 26. |

| Würzburg 04 | 2 – 5       | Ferencváros                             |
| ----------- | ----------- | --------------------------------------- |
|             | Jegyzőkönyv | Dalnoki Fenyvesi M. Rákosi Varga Juhász |

| Würzburg |

| 1963. december 28. |

| 1. FC Nürnberg | 0 – 1       | Ferencváros |
| -------------- | ----------- | ----------- |
|                | Jegyzőkönyv | Fenyvesi M. |

| Nürnberg |